# Furacão Keith
Furacão Keith nasceu no Caribe em Setembro de 2000. Sua atividade foi considerada de Categoria 4 de acordo com a Escala de Furacões de Saffir-Simpson, com ventos de 140 mph. As áreas afetada foram a da Guatemala, Belize e sul do México havendo mais de 70 mortes.